# Terra di Inglefield

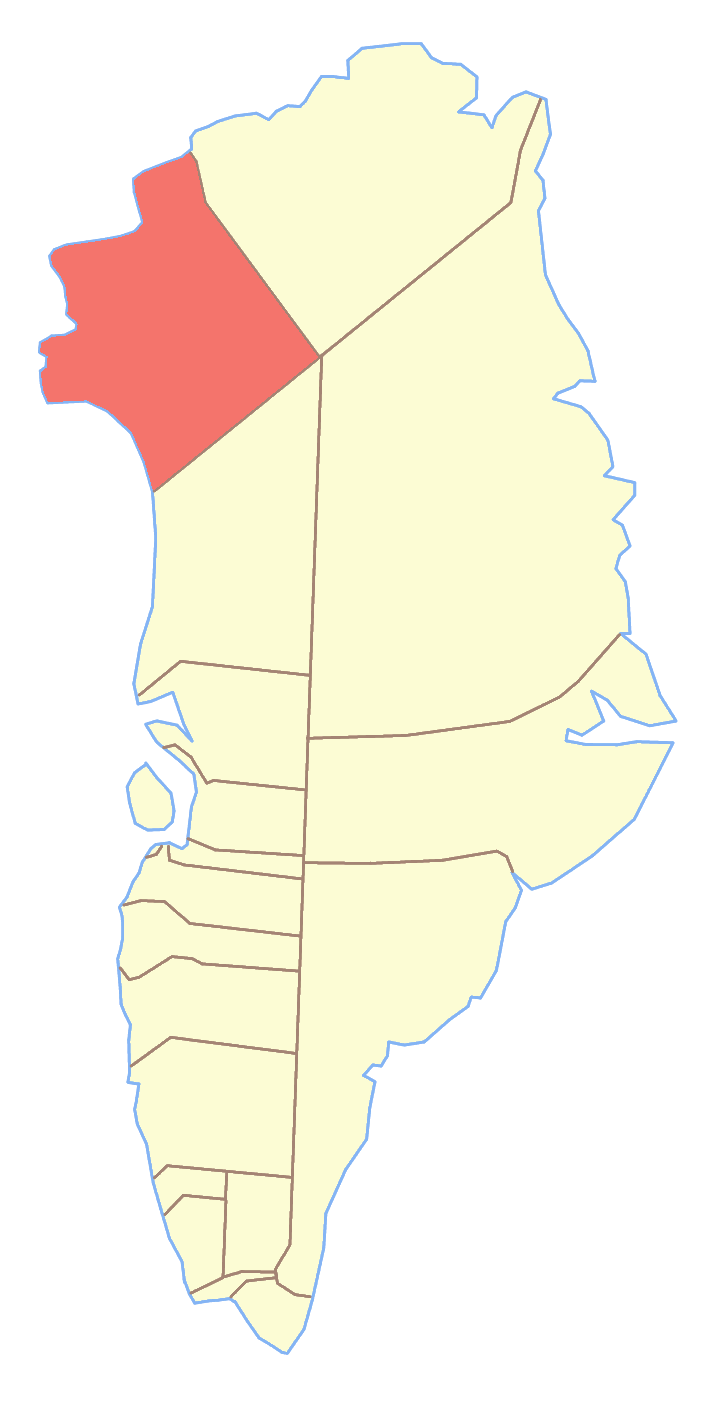
Ex comune di Qaanaaq, dove si trova la Terra di Inglefield

La Terra di Inglefield è un territorio della Groenlandia; a nord si affaccia sulla Baia di Kane, a ovest sullo Stretto di Nares e a sud confina con la Penisola di Hayes. Si trova a 77°30'N 67°30'O; appartiene al comune di Avannaata. Il nome deriva da quello del navigatore della Royal Navy Edward Augustus Inglefield.
Studi archeologici effettuati tra il 2004 e il 2009 suggeriscono che un tempo la zona era popolata durante tutto l'anno da famiglie di Inuit, e si trattava probabilmente dell'insediamento naturale più settentrionale della Terra.
Nonostante la sua posizione fortemente settentrionale, il terreno non è ricoperto di ghiaccio a causa delle scarse precipitazioni.
Nel 2018, nel territorio è stato rinvenuto un enorme cratere da impatto di 31 km di diametro. Il cratere, presumibilmente provocato da un meteorite ferroso che avrebbe colpito la terra 12.000 anni fa, pur presentando una struttura circolare tipica, è stato rilevato grazie al confronto tra dati satellitari e radar.